# Be Myself/Heart of Gold 1996
『Be Myself／Heart of Gold 1996』（ビー・マイセルフ / ハート・オブ・ゴールド 1996）は、T-BOLANの15枚目のシングル。

## 内容
両A面シングル。編曲に池田大介を起用した唯一のシングル。T-BOLANが新曲をシングルとして発表した最後の作品でもある。このリリース後、T-BOLANは活動休止状態に至る。「Heart of Gold 1996」は、シングル『離したくはない』のカップリング曲である「Heart of Gold」のリテイク。アコースティックバージョン（アルバム『夏の終わりに 〜Acoustic Version〜』収録）も存在するが、イントロのメロディーラインがオリジナル、アコースティックバージョンと異なっている。
「Be Myself」はテレビ朝日系『オリンピッククイズ 燃えろ!アトランタ王』オープニングテーマ。「Heart of Gold 1996」は同番組のエンディングテーマ。

## 収録曲
1. Be Myself
作詞:森友嵐士 作曲:森友嵐士・五味孝氏 編曲:T-BOLAN・池田大介
2. Heart of Gold 1996
作詞:森友嵐士 作曲:川島だりあ 編曲:T-BOLAN

## 楽曲の収録アルバム
- T-BOLAN FINAL BEST GREATEST SONGS & MORE (#1)
- T-BOLAN BEST HITS (#1)
- LEGENDS (#1)
- ADDITIONAL DISC (#1)
- T-BOLAN COMPLETE SINGLES 〜SATISFY〜 (#1,2)